# コサ (小惑星)
コサ (1506 Xosa) は、小惑星帯にある小惑星。シリル・ジャクソンがヨハネスブルグのユニオン天文台で発見した。
アフリカ南部の先住民コサ族 (Xhosa) に因んで名付けられた。